# Daitari
Daitari là một thị trấn thống kê (census town) của quận Kendujhar thuộc bang Orissa, Ấn Độ.

## Địa lý
Daitari có vị trí 21°06′B 85°45′Đ / 21,1°B 85,75°Đ Nó có độ cao trung bình là 229 mét (751 feet).

## Nhân khẩu
Theo điều tra dân số năm 2001 của Ấn Độ, Daitari có dân số 4239 người. Phái nam chiếm 54% tổng số dân và phái nữ chiếm 46%. Daitari có tỷ lệ 69% biết đọc biết viết, cao hơn tỷ lệ trung bình toàn quốc là 59,5%: tỷ lệ cho phái nam là 78%, và tỷ lệ cho phái nữ là 60%. Tại Daitari, 11% dân số nhỏ hơn 6 tuổi.